# Medemia argun
Medemia argun és una espècie de palmera dins la família Arecàcia i Medemia és un gènere monotípic. És planta nativa d'Àfrica. Els seus dàtils secs s'han trobat en tombes de l'antic Egipte país on es cultivaven.
Medemia argun es troba només en oasis dins el Desert de Núbia, a Egipte i el Sudan.
Aquesta espècie de palmera es troba com críticament en perill dins la Llista Vermella de la UICN a causa de la pèrdua d'hàbitat.